# Atletisme als Jocs Olímpics d'estiu de 1904 - salt de llargada aturat homes
El salt de llargada aturat masculí va ser una de les proves disputades durant els Jocs Olímpics de Saint Louis de 1904. La prova es va disputar el 29 d'agost de 1904 i hi van prendre part 4 atletes, tots dels Estats Units.
Ray Ewry va continuar dominant la categoria de salts aturats en aquestes Olimpíades, revalidant amb èxit les tres medalles d'or aconseguides a París quatre anys abans. En aquesta prova aconseguí un nou rècord del món.

## Medallistes
| Or       | Plata        | Bronze      |
| Ray Ewry | Charles King | John Biller |

## Rècords
Aquests eren els rècords del món i olímpic que hi havia abans de la celebració dels Jocs Olímpics de 1904.
| Rècord del Món | 3,45 metres | Ray Ewry | ?           | ?                    |
| Rècord Olímpic | 3,21 metres | Ray Ewry | París (FRA) | 15 de juliol de 1900 |

Ray Ewry va establir un nou rècord del món amb 3,47 metres.

## Resultats
| Posició | Atleta       | Distància (m) |
| ------- | ------------ | ------------- |
| Or      | Ray Ewry     | 3,47 WR       |
| Plata   | Charles King | 3,27          |
| Bronze  | John Biller  | 3,25          |
| 4       | Henry Field  | 3,18          |

WR: Rècord del món